# Quatrième circonscription de Seine-et-Oise
La quatrième circonscription de Seine-et-Oise est l'une des dix-huit circonscriptions législatives que compte le département français de Seine-et-Oise, situé en région Île-de-France.

## Description géographique
Le Journal officiel du 13-14 octobre 1958 déterminait la composition de la circonscription :
- Canton de Sèvres
- Canton de Versailles-Ouest (sauf communes rurales)
- Commune du Chesnay[1].

## Description historique et politique

### Historique des députations
| Législature | Début de mandat | Fin de mandat  | Député     | Parti politique | Observations                                                                                             |
| ----------- | --------------- | -------------- | ---------- | --------------- | --- |
| Ire         | 9 décembre 1958 | 9 octobre 1962 | René Leduc | UNR-UDT         | Maire de Meudon Mandat écourté à la suite d'une dissolution parlementaire décidée par Charles de Gaulle. |
| IIe         | 6 décembre 1962 | 2 avril 1967   | René Leduc | UNR-UDT         | |

## Historique des élections

### Élections de 1958
| Candidat       | Candidat          | Parti          | Premier tour | Premier tour | Second tour | Second tour |  |
| Candidat       | Candidat          | Parti          | Voix         | %            | Voix        | %           |  |
| -------------- | ----------------- | -------------- | ------------ | ------------ | ----------- | ----------- |  |
|                | René Leduc élu    | UNR            | 14 472       | 24,66        | 37 837      | 66,57       |  |
|                | Édouard Bonnefous | Radcent        | 11 873       | 20,23        | Retrait     | Retrait     |  |
|                | Maurice Bourjol   | PCF            | 11 108       | 18,92        | 12 720      | 22,38       |  |
|                | Michel Devèze     | CNIP           | 7 825        | 13,33        | Retrait     | Retrait     |  |
|                | Gabriel Ausserré  | SFIO           | 5 653        | 9,63         | 6 281       | 11,05       |  |
|                | Georges Mouthon   | MRP            | 3 256        | 5,54         | Retrait     | Retrait     |  |
|                | Roland Florian    | UFD            | 2 327        | 5,66         | Retrait     | Retrait     |  |
|                | Julien Dalbin     | Radsoc         | 2 166        | 3,69         |             |             |  |
|                |                   |                |              |              |             |             |  |
| Inscrits       | Inscrits          | Inscrits       | 76 151       | 100,00       | 76 131      | 100,00      |  |
| Abstentions    | Abstentions       | Abstentions    | 16 216       | 21,29        | 18 136      | 23,82       |  |
| Votants        | Votants           | Votants        | 59 935       | 78,71        | 57 995      | 76,18       |  |
| Blancs et nuls | Blancs et nuls    | Blancs et nuls | 1 255        | 2,09         | 1 157       | 1,99        |  |
| Exprimés       | Exprimés          | Exprimés       | 58 680       | 97,91        | 56 838      | 98,01       |  |

Le suppléant de René Leduc était Robert Ferrand, chef de service financier à Garches.

### Élections de 1962
| Candidat       | Candidat                 | Parti          | Premier tour | Premier tour | Second tour | Second tour |  |
| Candidat       | Candidat                 | Parti          | Voix         | %            | Voix        | %           |  |
| -------------- | ------------------------ | -------------- | ------------ | ------------ | ----------- | ----------- |  |
|                | René Leduc sortant réélu | UNR-UDT        | 23 748       | 42,53        | 33 294      | 63,66       |  |
|                | Maurice Bourjol          | PCF            | 12 309       | 22,04        | 19 004      | 36,34       |  |
|                | Paul-Louis Tenaillon     | Radcent        | 9 533        | 17,07        | Retrait     | Retrait     |  |
|                | Roland Florian           | PSU            | 4 960        | 8,88         | Retrait     | Retrait     |  |
|                | Michel Devèze            | Modérés        | 4 222        | 7,56         | Retrait     | Retrait     |  |
|                | Julien Dalbin            | Radsoc         | 1 068        | 1,91         |             |             |  |
|                |                          |                |              |              |             |             |  |
| Inscrits       | Inscrits                 | Inscrits       | 82 178       | 100,00       | 82 158      | 100,00      |  |
| Abstentions    | Abstentions              | Abstentions    | 24 993       | 30,41        | 24 607      | 29,95       |  |
| Votants        | Votants                  | Votants        | 57 185       | 69,59        | 57 551      | 70,05       |  |
| Blancs et nuls | Blancs et nuls           | Blancs et nuls | 1 345        | 2,35         | 5 253       | 9,13        |  |
| Exprimés       | Exprimés                 | Exprimés       | 55 840       | 97,65        | 52 298      | 90,87       |  |

Le suppléant de René Leduc était Claude Ravaisse, conseiller municipal de Saint-Cloud.